# Diemelstadt
Diemelstadt est une municipalité allemande située dans l'arrondissement de Waldeck-Frankenberg et dans le land de la Hesse. Elle se trouve à 12 km au nord de Bad Arolsen et à 31 km au sud-est de Paderborn.